# 日常アナキズム
日常アナキズム（にちじょうあなきずむ）は、ガガガSPの8枚目のオリジナル・アルバム。2013年1月15日発売。発売元は、LD&K Records/俺様レコード。

## 概要
- 前作「金くれ!!愛くれ!!自由くれ!!」のリリースより3年8か月ぶりのオリジナル・アルバム。
- コザック前田、山本聡、桑原康伸の作詞・作曲したものを集めたアルバム。
- 毎回、ガガガSPがアルバムをリリースする際、前田がアルバムのコンセプトを決めそれに沿って曲作りを行い、アルバムを作製しているが今回はコンセプトを決めず、メンバーそれぞれが持ち合わせた曲を集めてアルバムを作った。
- タイトルの「日常アナキズム」は、普段の日常の生活に自分たちの音楽やライブを通して面白さを取り入れてほしいという思いから。アルバムの曲には、様々な人が共感できるメンバーの素直な気持ちを表した曲が多い。
- 当初、アルバムは、2012年11月にリリースする予定であったが、同年8月に桑原が急性膵炎を患いバンドの活動が休止になってしまったため、この日となった。（バンドは、2013年1月14日に活動を再開した。）

## 収録曲
1.燃やせ！！
- 作詞･作曲:コザック前田
  - 2011年11月に配信限定シングルとしてリリースしたものでそれをリメイクしてアルバムに収録している。
  - NHK"ロボコン2011"テーマソング。
  - 桑原と田嶋悟士のお気に入りの曲。
  - メンバーが出演するラジオ番組で流されることが多く、「アルバムの最初から盛り上がる1曲」と紹介されることが多い。

2.赤秋-せきしゅう-
- 作詞・作曲：コザック前田・山本聡
  - このアルバムの中で唯一PVがある曲である。
  - PVの撮影は、東京で行われ、2012年12月28日にYouTubeにて公開された。
  - 「赤秋-せきしゅう」というタイトルは、山本がつけた。
  - もともと、前田が作っていた曲でそこに山本がメロディーや歌詞を足して完成した曲。
  - 2002年10月にリリースした「晩秋」のアンサーソングと前田は言っている。
  - 前田のお気に入りの曲。
  - メンバーが出演するラジオ番組で流されることが多い。

3.君は思い出
- 作詞・作曲：桑原康伸
  - 2012年5月～8月に行われたバンドの15周年を記念する全国ツアー「47都道府県ツアー前半戦～周年から執念へ～」の来場者に配られた曲。

4.大勝利
- 作詞・作曲：山本聡
  - 2011年2月にデジタルシングルとしてリリースした曲。
  - 「びっくりパチンコ巨人の星」のテーマソング。
  - 前田のもとに「確変になったときの曲を作ってほしい」と依頼が来たが、前田はパチンコをせず、確変が何かわからなかったから山本に任せたという。しかし、山本もパチンコをしないため、「確変」の意味は何なのか考えながら作ったという。ちなみにメンバーの中でパチンコをするのは、田嶋。しかし、田嶋は曲を書かないので山本が曲作りを行った。

5.ただひたすらの日常アナーキー
- 作詞・作曲：コザック前田・山本聡
  - 2012年5月～8月に行われたバンドの15周年を記念する全国ツアー「47都道府県ツアー前半戦～周年から執念へ～」の来場者に配られた曲。
  - 歌詞カードには、「アーティストの意向により割愛させていただきます。」と書かれている。
  - レコーディングの時に思いついたことを前田が叫んでいて後に歌詞に起こすのが面倒だったから歌詞を省略してリリース。
  - ライブでもよく歌われる曲で歌っている内容は、ライブごとに違い1度も同じことを歌ったことはないという。
  - 山本のお気に入りの曲。

6.これこそが
- 作詞・作曲：コザック前田
  - 2012年5月～8月に行われたバンドの15周年を記念する全国ツアー「47都道府県ツアー前半戦～周年から執念へ～」の来場者に配られた曲。
  - 山本が弾いているコードに前田がメロディーをつけて歌詞も全部前田が書いて完成した曲。
  - 東日本大震災を受けて、「自分でもやれることがあるのではないか、やるべきだ」という思いの歌。

7.優しい人
- 作詞・作曲：桑原康伸

8.一人ぼっちは楽しい
- 作詞・作曲：桑原康伸

9.太陽に向けて　
- 作詞・作曲：コザック前田

10.狭い部屋
- 作詞・作曲：山本聡

11.霧のような雨
- 作詞・作曲：山本聡

12.人生強騒曲
- 作詞・作曲：コザック前田・山本聡
  - 2012年4月にリリースされた配信限定シングルをリメイクしたもの。
  - カルピスソーダTVCMソング。

13.君と僕
- 作詞・作曲：山本聡

## 購入特典
1.スペシャル特典引換チケット
- TOWER RECORDSにて実施。
- 「スペシャル特典引換チケット」を持って、ライブ会場に行くと2013年1月14日に行われた「新生桑原康伸誕生！ガガガSP復活ワンマン。16年目突入！俺らはこういうバンドだ！」のライブ映像入りDVD-Rと引き換えが出来るというもの。

2.関西限定！ガガガSPオリジナルロゴステッカー
- 関西地方にある一部のTOWER RECORDSの店舗で実施。

3.サイン入りTシャツが当たる！抽選ハガキ
- TSUTAYAにて実施。

4.関西店舗限定！ガガガSPオリジナルロゴステッカー
- 関西地方にある一部のTSUTAYAの店舗で実施。